# Peosidrilus obscurus
Peosidrilus obscurus är en ringmaskart som först beskrevs av Cook 1969.  Peosidrilus obscurus ingår i släktet Peosidrilus och familjen glattmaskar. Inga underarter finns listade i Catalogue of Life.